# Alexandru Gorsky
Alexandru Gorsky (n. 25 ianuarie 1875, Ismail-Basarabia - d. 21 iunie 1943, București) a fost un politician și general român.
Grade:sublocotenent 10.07.1895, locotenent - 1900, căpitan - 14.03.1905, maior - 01.04.1911, locotenent-colonel - 01.08.1915
Din comunicatele oficiale ale Armatei Române la începutul lui 1917 reiese faptul că la Măgura Casinului și la Valea Susistei, Regimentul 77 Infanterie Botoșani a respins inamicul până la vechile poziții prin atacuri foarte puternice, iar Regimentul 8 Vânători, condus de colonelul Alexandru Gorski, a participat la bătălia de la Oituz, contribuind și el la oprirea înaintării inamicului.
A fost decorat cu Ordinul „Mihai Viteazul”, clasa III, pentru modul cum a condus Regimentul 8 Vânători în Bătălia de la Oituz.
„Pentru că a condus în condițiuni excelente de la 14-17 august, peste munte, trupele regimentului, căzând în flancul și spatele inamicului la Oituz. De la 19-24 august a susținut admirabil luptele din Valea Oltului iar în luptele de la 14-22 septembrie a făcut o mișcare reușită de întoarcere asupra poziției Seclov.”
Înalt Decret no. 3055 din 27 octombrie 1917:p. 62
În anul 1921, sub impulsul tradiției occidentale, guvernul României a adoptat ideea alegerii unui erou necunoscut, ca simbol unic de omagiere a jertfei și eroismului național. Pentru aceasta, a fost constituit, sub președinția generalului Alexandru Gorski, Sub-Șef al Marelui Stat Major și Secretar General al Ministerului Apărării Naționale, un comitet care avea drept sarcină studierea chestiunii aducerii Eroului Necunoscut, prevăzându-se încă de atunci ca Mărășești, locul glorioaselor lupte din vara anului 1917, să fie localitatea de desemnare a eroului (ostașului) necunoscut.
Funcții militare, cronologic:
Director superior, respectiv secretar general în cadrul Ministerului de Räzboi (8 iunie - 1 noiembrie 1920)
Prim-subsef al Marelui Stat Major (1 noiembrie 1920 - 8 mai 1923)
Sef al Marelui Stat Major (8 mai - 1 octombrie 1923)
Comandant al Diviziei 16 Infanterie (1 octombrie 1923 - 1 aprilie 1926)
Inspector tehnic al invätământului militar (1 aprilie 1926 - 1 ianuarie 1929)
Inspector general al Aeronauticii (1 ianuarie 1929 - 1 iulie 1931)
Comandant al Corpului Vânătorilor de Munte (1 iulie - 1 octombrie 1931)
Inspector general de armată (1 octombrie 1931 - 7 februarie 1936).
„Sefii Statului Major General. Enciclopedie", Bucuresti, Editura Centrului Tehnic-Editorial al Armatei, 2014, pp. 123-124.

## Decorații
- Ordinul „Mihai Viteazul”, clasa III, 6 iunie 1919[1]:p. 62